# パウラ・ラトゥ
パウラ・ラトゥ（Paula Latu、1996年2月14日 - ）は、ユナイテッド・ラグビー・チャンピオンシップ、ドラゴンズに所属するラグビー選手。

## プロフィール
- トンガ出身[1]。
- ポジションはプロップ(PR)。
- 身長 187cm、体重 123kg
- トンガ代表キャップ数は8(2025年1月現在）でラグビーワールドカップ2023のトンガ代表に選ばれた[2]。

## 略歴
サウスランドを経て、2024年、ドラゴンズに短期契約で加入。